# Radio Veronica

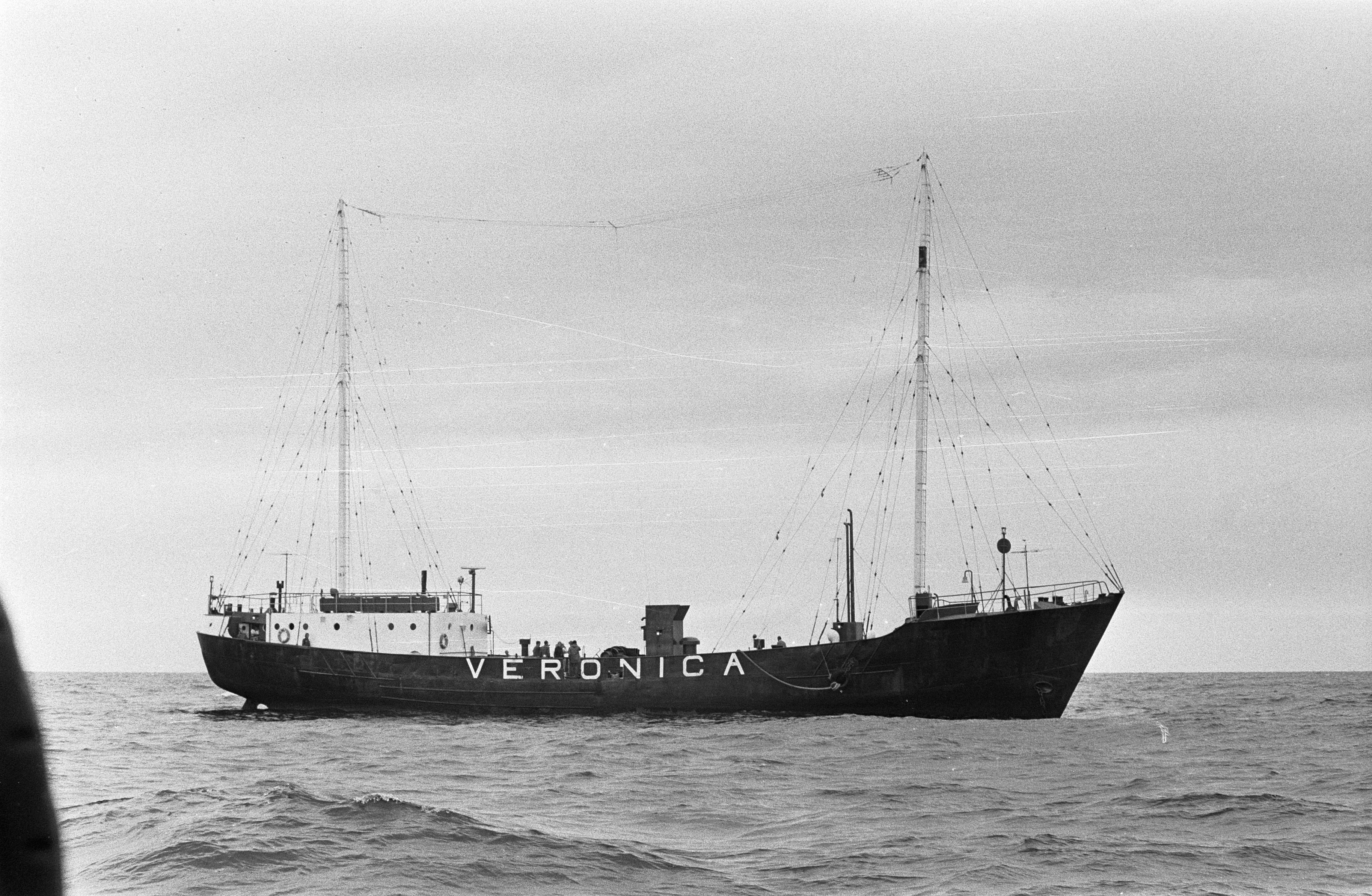
Radio Veronicas sändarskepp.

Radio Veronica var en nederländsk radiostation startad 1960. Stationen hade inte formellt sändningstillstånd och sände på mellanvåg från det gamla fyrskeppet Borkum Riff, ankrat utanför nederländska kusten. Sändningarna bestod till stor del av popmusik i ett Topp 40-format, finansierade av reklam. Stationen kunde även höras bra i England. Stationen upphörde med sina sändningar den 31 augusti 1974. Dagen därpå förbjöds piratradio i Nederländerna.
Under åren 1970-1974 fick kanalen konkurrens av den likadels icke tillståndsgivna Radio North Sea International (RNI). Rivaliteten var stor och ledde tidvis till rena handgripligheter mellan kanalernas sändarskepp. RNI fick bland annat 1971 en brandbomb kastad mot sitt skepp från en motorbåt, vilket sågs som iscensatt av Radio Veronicas ledning.